# Лудвиг I фон Лихтенберг
Лудвиг I фон Лихтенберг (на немски: Ludwig I von Lichtenberg; * 1206; † 1250 или 1252) е господар на Лихтенберг и фогт в Нойвайлер в Елзас.

## Произход и наследство
Той е син на Алберт фон Лихтенберг († сл. 1197) и съпругата му. Брат е на Рудолф фон Лихтенберг († 1221) и Хайнрих I († 1232).
След смъртта на Лудвиг I през 1271 г. става първото разделяне на собствеността, обаче реално подялбата е при неговите двама правнуци през 1330 г.

## Фамилия
Първи брак: с Елизабет († 1271). Те имат децата:
- Хайнрих II (1249 – 1262, † 1269), женен I. на 8 януари 1251 г. за графиня Аделхайд фон Еберщайн († 1291); II. за Елизабет
- Симон (1248, † 1253), духовник
- Конрад III (1253, † 1299), от 1273 г. епископ на Страсбург
- Аделхайд, омъжена за Дитрих фон Ротенбург
- Фридрих I (1255, † 1306), от 1299 г. епископ на Страсбург
- Йоханес, от 1278 хер в манастир Нойвайлер
- Лудвиг II (1249 – 1262, † 1271), фогт в Елзас, женен за Елизабет фон Баден
- Хайлика († сл. 1280)), омъжена за Хайнрих II фон Дирзберг (ок. 1224 – 1262)
- Елизабет (1264 – 1271), омъжена за Йоханес I фон Киркел (1242 – 1271)
- Катарина († сл. 12 юни 1283), омъжена ок. 1271 г. за граф Егино II фон Фрайбург (1263 – 1317/1318)

Втори брак: с Аделхайд фон Етендорф, фрау фон Цинзвайлер († сл. 1278), дъщеря на Вернер фон Етендорф. Те нямат деца. Тя се омъжва втори път за Дитрих V фон Рьотелн, роднина на Лютхолд II фон Рьотелн, епископ на Базел (1238 – 1248).